# Hontoria del Pinar
Hontoria del Pinar est une commune d'Espagne dans la communauté autonome de Castille-et-León, province de Burgos. Elle s'étend sur 80,84 km2 et comptait environ 774 habitants en 2011.